# Gabo Falk
Gabo Falk (senare Falk-Runestam), född 9 april 1899, död 12 maj 1975, var en svensk dansare, danspedagog och skådespelare.

## Biografi
Gabo Falk var en av de första eleverna vid Anna Behles "plastikinstitut" i Stockholm, en dansskola baserad på Isadora Duncans nya dansstil och pedagogen Émile Jaques-Dalcrozes metodik. Tillsammans med två klasskamrater från Behles institut, Karin Eckstein och Einar Nerman (senare mer känd som illustratör), bildade Gabo 1915 en danstrio, vilken snabbt gjorde stort publikt genomslag. Einar Nerman har senare skildrat trions premiärföreställning på Kungliga Musikaliska Akademieni Stockholm så här:
[...] vi tre djärva ungdomar hade väl aldrig kunnat drömma om, att succesen skulle bli så storartad. Det blev applåder och blommor i massa, och vi fingo giva det ena da caponumret efter det andra. Gabo Falks "Anitras dans" och Karin Ecksteins och min "Pierrotdans" slogo särskilt an.
Sedan Karin Eckstein lämnat den flitigt turnerande truppen efter att ha gift sig 1916 ersattes hon av Anna-Lisa Zetterqvist. Två år senare hoppade även Falk själv av, också hon på grund av giftermål. Hon hade då även parallellt med dansframgångarna, endast arton år gammal, gjort vad som skulle bli hennes enda filmroll: huvudrollen som furstinnan Lara Rispala i Fritz Magnussens Jungeldrottningens smycke. Tidens filmrecensenter berömde inte minst Falks insats i filmen; Nya Dagligt Allehandas kritiker skrev exempelvis att:
Af de uppträdande intresserar Gabo Falk lifligast genom sin utsökta plastiska konst. Förmodligen har filmen tillkommit främst med tanke på att lämna henne tillfälle att i lämplig miljö ge prov på denna.
Fotografen Henry B. Goodwin som var god vän med Falk och de övriga medlemmarna i danstrion tog under dess aktiva år ett flertal porträtt- och rollbilder av henne, vilka bland annat utgavs som vykort. Det senare gällde dock inte de nakenbilder Goodwin lyckades övertala Falk att posera för (dock endast under villkoret att hennes mor befann sig i rummet intill under fotograferingen).
Gabo Falk verkade senare i livet som danspedagog, inte minst med inriktning på barndans. I mitten av 1930-talet öppnade hon en egen dansskola, och hennes metoder inom barnrytmik anses alltjämt prägla delar av den svensk barndansverksamheten.
1940 var Falk en av ett antal svenska dansare som sökte verka för att den tysk-judiska danspedagogen Gertrude Engelhart skulle få arbetstillstånd i Sverige.
I sitt äktenskap med godsägaren Axel Runestam fick Falk dottern Lilian Runestam (född 1925), vilken liksom modern blev danspedagog.

## Filmografi
- 1917 – Jungeldrottningens smycke